# Tenedle
Tenedle, pseudonimo di Dimitri Niccolai (Firenze, 5 gennaio 1969), è un musicista italiano.
Nato a Firenze, vive nei Paesi Bassi, dove collabora a progetti teatrali prevalentemente in qualità di compositore, anche se in teatro ha svolto negli anni il ruolo del regista, del drammaturgo e dell'attore.
Autore di testi, disegnatore ed artista multimediale, Tenedle realizza le proprie performance utilizzando immagini e svarianti elementi teatrali.

## Biografia

### I Laughing Silence
Tenedle è un musicista pressoché autodidatta. Il suo primo progetto musicale significativo con il gruppo Laughing Silence, formazione elettronica che faceva ampio uso di sintetizzatori e campionatori, nella quale Tenedle era il principale compositore. Dalla seconda metà degli anni ottanta fino al 1995 la band occupa uno spazio importante nella scena New wave fiorentina.

### La carriera da solista
Tenedle lascia il gruppo nel febbraio 1995 per trasferirsi nei Paesi Bassi, dove per due anni si dedica prevalentemente alla pittura e alla musica strumentale. Suona assiduamente in piccoli locali e collabora con alcuni musicisti del luogo. Torna in Italia nel 1997 dove raccoglie le idee e realizza la sua prima produzione da solista, Esperienze visionarie.
Seguono negli anni Fucsia (1999), Smulltronstallet (2000) e altre raccolte di canzoni di ricerca, non pubblicate ufficialmente, ma che costituiscono il laboratorio per le produzioni ufficiali degli anni successivi.
Nel 2003 grazie alla trasmissione di Radio1 Rai Demo, ideata da Michael Pergolani e Renato Marengo, viene pubblicato l'album d'esordio Psicfreakblusbus, un concept dalle atmosfere circensi di stampo cantautorale che ottenne attenzione nel circuito radiofonico indipendente e da parte di riviste specializzate quali Musica e dischi e Jam.
Nel febbraio 2005, sulla scia dell'album d'esordio, Tenedle produce e pubblica, stavolta con l'etichetta no-profit Udu Records, l'album Luminal.
Il secondo album di Tenedle ottiene riconoscimenti dalla stampa tramite un nutrito numero di recensioni e l'artista si esibisce nelle fasi finali di manifestazioni come il premio Musicultura, il Premio Pigro dedicato ad Ivan Graziani, il Premio Fabrizio De André. Nello stesso periodo riceve il premio della critica presso il Premio Augusto Daolio.
Tra il 2005 e il 2006 scrive musica per alcune produzioni teatrali in Italia e Paesi Bassi. Nello stesso periodo compone e produce Alter, il terzo album ufficiale, uscito nell'ottobre 2007, ancora per la Udu Records. L'album sancisce il ritorno di Tenedle alla musica elettronica.
La rivista L'isola che non c'era premia Tenedle nel maggio 2008, finalista per la sesta edizione del concorso L'artista che non c'era, con la presenza sull'omonima compilation del brano Le mosche sul dolce.
Nel periodo successivo fino a tutto il 2009 le produzioni teatrali per le quali Tenedle scrive le musiche di scena e talvolta le sceneggiature, o partecipa come cantante-attore o regista, si succedono frequentemente, soprattutto nei Paesi Bassi, dove nel frattempo Tenedle si è nuovamente stabilito.
Nei Paesi Bassi, tra il 2009 e il 2010 scrive e produce Grancassa. Grancassa è un disco ancora di suoni sintetici, canzone d'autore e musica elettronica. Tenedle propone dal vivo la propria canzone contemporanea con la performance Egocentrifugo, dal nome di uno dei brani del nuovo album. Lo spettacolo multimediale che fa ampio uso di immagini diventa una costante nel modo di presentarsi e la performance "viaggia" oltre che in Italia e Paesi Bassi, anche in Belgio, Lussemburgo, Spagna e Germania.
Nel 2011 scrive musiche di scena per il progetto The Winter of Oz adattamento de Il meraviglioso mago di Oz della compagnia "Teatherhuis010" di Rotterdam.
Nel 2012 produce l'album d'esordio della band olandese Bender Voor het te laat is.
Il 22 febbraio 2014 esce l'album Vulcano, il quinto in studio. Scritto arrangiato e prodotto da Tenedle, Vulcano è stato realizzato in compagnia del trombettista Bert Lochs, della vocalist Faith Salerno e del bassista Jos Caspers. Segue una nutrita serie di date dal vivo in Europa con esordio a Catania all'interno della XVII stagione "Classica internazionale". Di Vulcano scrivono recensioni le migliori riviste musicali italiane quale Il mucchio, Rumore, Blow up, Rockerilla e quotidiani come La Repubblica, Il fatto quotidiano. Escono recensioni su riviste e webzine specializzate anche nei Paesi Bassi Revolver's lust for life Leeuwarder courant e Spagna (Musica al dia). Tenedle è nuovamente finalista del concorso L'artista che non c'era con il brano 'La stella popolare".
Il 21 settembre 2015 Tenedle pubblica Odd to Love - A tribute to Emily Dickinson album "tributo" alla poesia di Emily Dickinson. 12 tracce composte su testi della poetessa americana ancora in compagnia del trombettista olandese Bert Lochs. Odd to Love viene presentato dal vivo in anteprima al Fringe Festival di Amsterdam.
Tra il 2016 e il 2017 produce rispettivamente il terzo album della band livornese Piccoli animali senza espressione Sveglio Fantasma, l'album d'esordio del cantautore olandese Tom Bak De man van je Leven, e la raccolta di canzoni Stage Songs del musicista attore Beppe Costa.
Nel novembre 2017 prende parte alla serata finale del Premio Ciampi 2017, invitato per l'edizione Piero Ciampi: "Lo straniero", Tenedle si esibisce al Teatro Goldoni di Livorno interpretando una versione in olandese di "Ha tutte le carte in regola".
Il 2 marzo 2018 esce Traumsender, il settimo album di Tenedle. Con il nuovo album, in lingua inglese, Tenedle torna ad esibirsi in Europa. Dopo l'Olanda, Italia, Germania, Belgio, Lussemburgo, Francia e Spagna, stavolta anche a Londra dove nel marzo del 2018 e nello stesso mese del 2019 viene invitato al Synthetic City London, festival di musica new wave elettro-pop che ha luogo presso The Water Rats, storico locale della capitale britannica.

## Discografia
- 2003 – Psicfreakblusbus
- 2005 – Luminal
- 2007 – Alter
- 2010 – Grancassa
- 2014 – Vulcano
- 2015 – Odd to Love
- 2018 – Traumsender

## Compilations
- 2019 –  The Beast of Tenedle

## Album di altri artisti prodotti da Tenedle
- 2012 –  Bender - Voor het te laat is
- 2017 –  Piccoli animali senza espressione - Sveglio fantasma
- 2017 –  Tom Bak - De man van je leven
- 2017 –  Beppe Costa - Stage Songs